# Вайтстаун (Вісконсин)
Вайтстаун (англ. Whitestown) — місто (англ. town) в США, в окрузі Вернон штату Вісконсин. Населення — 623 особи (2020).

## Демографія
Згідно з переписом 2010 року, у місті мешкали 502 особи в 193 домогосподарствах у складі 135 родин. Було 267 помешкань
Расовий склад населення:
| - 99,2 % — білих - 0,6 % — азіатів |

До двох чи більше рас належало 0,0 %. Частка іспаномовних становила 0,6 % від усіх жителів.
За віковим діапазоном населення розподілялося таким чином: 26,5 % — особи молодші 18 років, 57,0 % — особи у віці 18—64 років, 16,5 % — особи у віці 65 років та старші. Медіана віку мешканця становила 45,0 року. На 100 осіб жіночої статі у місті припадало 113,6 чоловіків;  на 100 жінок у віці від 18 років та старших — 105,0 чоловіків також старших 18 років.
Середній дохід на одне домашнє господарство  становив 56 707 доларів США (медіана — 39 375), а середній дохід на одну сім'ю — 58 757 доларів (медіана — 45 000). Медіана доходів становила 40 250 доларів для чоловіків та 31 625 доларів для жінок. За межею бідності перебувало 30,3 % осіб, у тому числі 48,9 % дітей у віці до 18 років та 22,6 % осіб у віці 65 років та старших.
Цивільне працевлаштоване населення становило 204 особи. Основні галузі зайнятості: виробництво — 28,4 %, освіта, охорона здоров'я та соціальна допомога — 21,6 %, сільське господарство, лісництво, риболовля — 10,8 %, роздрібна торгівля — 8,3 %.